# Kulice (województwo pomorskie)
Kulice – wieś kociewska w Polsce położona w województwie pomorskim, w powiecie tczewskim, w gminie Pelplin. Miejscowość leży przy linii kolejowej nr 131 Chorzów Batory – Tczew. 
W latach 1975–1998 miejscowość administracyjnie należała do województwa gdańskiego.